# Mollet del Vallès
Mollet del Vallès ist eine spanische Stadt in der Autonomen Region Katalonien. Sie liegt in der Comarca Vallès Oriental in der Provinz Barcelona am Ufer des Besòs. Die Einwohnerzahl beträgt 52.283 (Stand: 2024).
Mollet liegt an der historischen Straße von Barcelona nach Vic (Comarca Osona) und war vorwiegend von der Landwirtschaft geprägt. Die Ende des 19. Jahrhunderts einsetzende Industrialisierung hat das Gesicht der Stadt grundlegend verändert. Heute ist sie von modernen Verkehrswegen eingerahmt.
An der nördlichen Stadtgrenze befindet sich die romanische Kirche Santa Maria de Gallecs. 
Das im Gemeindewappen wiedergegebene Zeichen entspricht der Flagge, einer horizontalen Trikolore im Höhenverhältnis 2:1:1 von weiß, rot und weiß, mit einer Rotbarbe auf dem breiten oberen Streifen.

## Einwohnerentwicklung
| Jahr | Einwohner- zahlen |
| ---- | ----------------- |
| 1900 | 2.130             |
| 1930 | 5.527             |
| 1950 | 6.614             |
| 1970 | 20.212            |
| 1986 | 38.407            |
| 2001 | 51.218            |
| 2004 | 50.691            |

## Persönlichkeiten
- Pol Lirola (* 1997), Fußballspieler
- Alexia Putellas (* 1994), Fußballspielerin

## Partnerstädte
- Rivoli, Italien
- Ravensburg, Deutschland